# 3-Zentimeter-Band

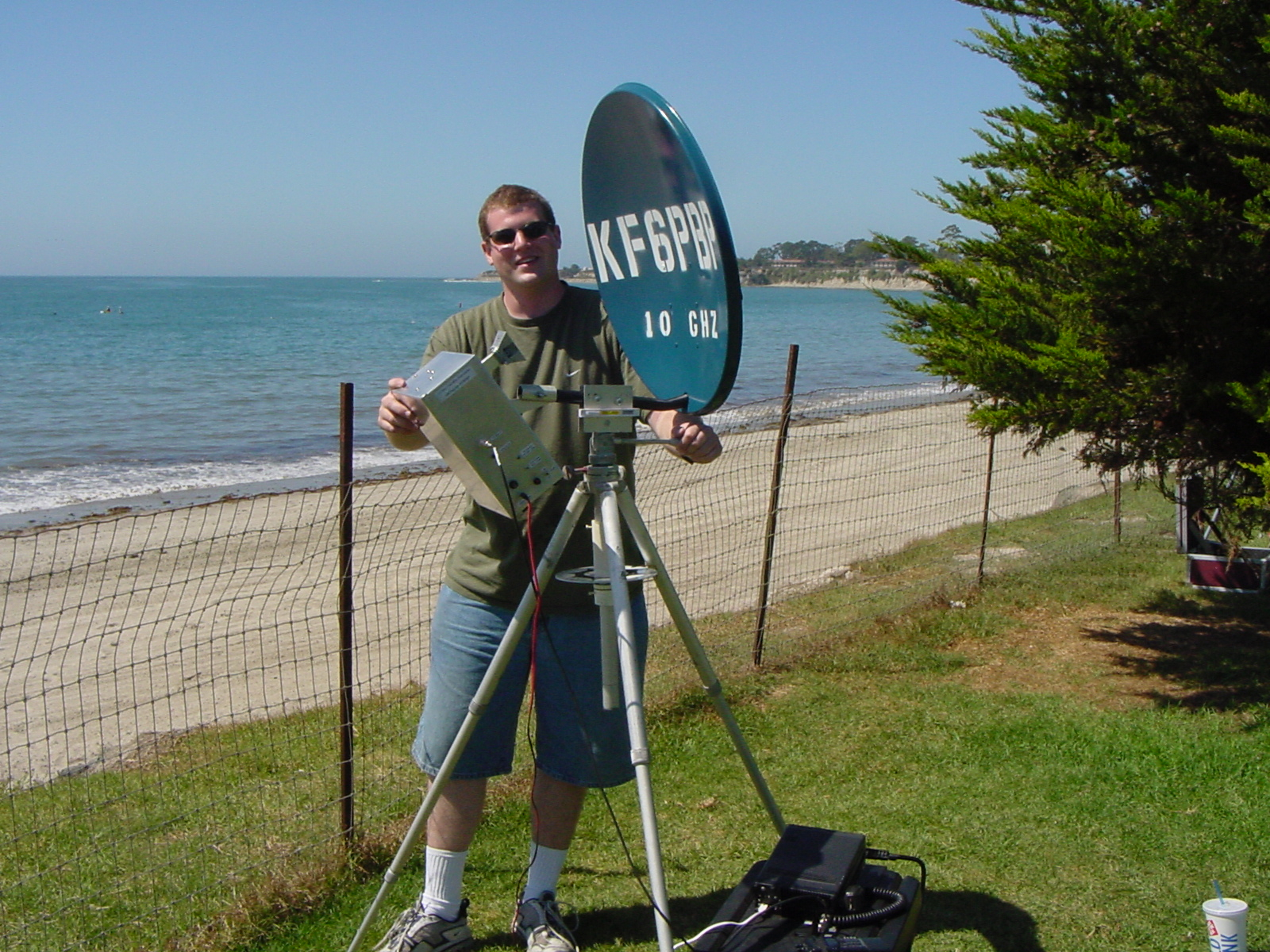
Kalifornischer Funkamateur mit Mikrowellen-Ausrüstung für 10 GHz

Das 3-Zentimeter-Band ist ein Amateurfunkband im Frequenzbereich von 10,000 GHz bis 10,500 GHz. Es liegt im Mikrowellenspektrum. Der Name leitet sich von der Wellenlänge dieses Frequenzbereiches ab.

## Ausbreitungsbedingungen
Die Ausbreitungsbedingungen in diesem Band ähneln noch stärker denen des Lichts als in weniger hochfrequenten. Bei freier Sicht zum Horizont ergeben sich hier durch troposphärische Wetterlagen interessante Ausbreitungswege. Funkamateure nutzen diese Wetterlagen mit stark gebündelten Richtantennen (mit Parabolspiegeln) aus.
Ein Ausbreitungsweg sind Funkverbindungen mittels Regen-Scatter, bei denen die Antenne in eine Regenwolke oder Gewitterwolke ausgerichtet wird. Die Regentropfen reflektieren die Funkwellen in Vorwärtsscatter, Backscatter oder Seitenscatter, also entsprechend nach vorne weiter, nach hinten oder zur Seite weg. Dadurch können mit relativ geringem Aufwand mehrere Hundert Kilometer Übertragungsweg überwunden werden.
Ein weiterer Ausbreitungsweg bei besonderer Wetterlage ist, wie auf den unteren UKW-Bändern, das  Inversionswetter. Hier liegen bei großen Hochdruckgebieten warme Luftschichten mit scharfer Grenze auf kalten Luftschichten. Die Wetterlage ist sehr ruhig. An dieser Grenze der zwei Luftschichten gleiten die Funkwellen entlang und es können mehrere Hundert bis über Tausend Kilometer durch das Hochdruckgebiet stabil überbrückt werden.

## Erstverbindung und Reichweitenrekord
Die erste zweiseitige Amateurfunkverbindung im 3-cm-Band wurde 1946 durch US-amerikanische Funkamateure hergestellt. Der aktuelle Reichweitenrekord für terrestrische Verbindungen wurde im Januar 2015 von zwei australischen Amateurfunkstationen erzielt und beträgt 2732 km. Am 9. September 2017 wurde für Erde-Mond-Erde-Verbindungen ein neuer Reichweitenrekord in diesem Band erzielt. Dabei trat eine australische Amateurfunkstation mit einer 18.949 km entfernten US-Amateurfunkstation in Delaware in Verbindung. Verwendet wurde dabei die digitale Betriebsart QRA64D von Joe Taylor.

## Bandplan
Der Amateurfunk-Bandplan sieht wie folgt aus:
| Frequenzbereich   | Nutzung                                      |
| ----------------- | -------------------------------------------- |
| 10,000–10,150 GHz | digitale Kommunikation                       |
| 10,150–10,250 GHz | alle Betriebsarten                           |
| 10,250–10,350 GHz | digitale Kommunikation                       |
| 10,350–10,368 GHz | alle Betriebsarten                           |
| 10,368–10,370 GHz | Schmalband, Aktivitätszentrum 10.368,200 MHz |
| 10,370–10,450 GHz | alle Betriebsarten                           |
| 10,450–10,500 GHz | Amateurfunksatelliten                        |